# White Cloud (Michigan)
White Cloud (l'anglais de "Nuage blanc") est une ville située dans l’État américain du Michigan. Elle est le siège du comté de Newaygo. Selon le recensement de 2000, sa population est de 1 420 habitants.